# 伊麗沙盤唇鱨
伊麗沙盤唇鱨，為輻鰭魚綱鯰形目倒立鯰科的一個種，分布於非洲剛果河流域，被IUCN列為次級保育類動物，體長可達5.2公分。

## 扩展阅读
維基物種上的相關：伊麗沙盤唇鱨